# Percy Wyer
Percy Wyer (eigentlich Percival Wyer; * 23. Januar 1884 in Lye, West Midlands; † 12. Juni 1965 in Stourbridge) war ein kanadischer Marathonläufer britischer Herkunft.
1915 wurde er Siebter beim Boston-Marathon. 1925 wurde er in 2:47:00 h Sechster beim Marathon von Port Chester. 1926 gewann er den Marathon von Detroit in 2:51:30 h und wurde Vierter beim Port-Chester-Marathon, 1927 wurde er Sechster in Port Chester, und 1928 kam er bei den Olympischen Spielen in Amsterdam auf den 45. Platz.
1929 folgte einem sechsten Platz bei der Kanadischen Meisterschaft ein dritter in Port Chester. Im Jahr darauf wurde er Kanadischer Meister in 2:51:13 h und Vierter bei den British Empire Games 1930 in Hamilton. Kurz danach stellte er bei einem weiteren Marathon in Hamilton als Vierter seine persönliche Bestzeit von 2:44:01 h auf.
1931 wurde er Sechster in Boston. Bei der Kanadischen Meisterschaft wurde er wie im darauffolgenden Jahr Dritter. 1933 wurde er Fünfter bei der Kanadischen Meisterschaft und siegte beim Marathon von Revere. 1934 wurde er Achter in Boston und Fünfter bei den British Empire Games in London.
Bei den Olympischen Spielen 1936 in Berlin lief er im Alter von 52 Jahren auf Rang 30 ein. 